# 邵武县
邵武县，中国古县名，是邵武市的前身。
孙吴永安三年（260年），置昭武镇，后升为昭武县，属建安郡。西晋元康元年（291年），为避司马昭之讳，改名邵武县。东晋太宁元年（323年） ，又改邵武县为昭阳县（一作武阳县）。刘宋永初元年（420年），又改邵武县。隋开皇九年（589），废邵武县，其地改属泉州（即今福州）。开皇十二年（592年），恢复邵武县，并将绥城县（今建宁县）并入邵武县。唐武德四年（621年），绥城从邵武分出，复立为县；其时，邵武属建州。闽永和二年（936年），复称昭武县。南唐保大六年（948年），复称邵武县。北宋太平兴国四年（979年），设邵武军，邵武县为军治。元世祖至元十三年（1276年），改邵武军为邵武路，邵武县为路治。明洪武元年（1368），改邵武路为邵武府，邵武县为府治。
民国二年（1913年），废府存县，邵武县属福建省建安道。民国十六年（1927年），废建安道，邵武县直属福建省。民国二十三年（1934年），邵武县属第九行政督察区。民国二十四年（1935年），改属第三行政督察区。
中华人民共和国成立后，邵武县属福建省第二专区（后改称南平专区、南平地区、建阳地区）。1983年10月，撤销邵武县，设立县级邵武市，由建阳地区代管。

## 国主

### 南朝宋邵武國（466年—479年）
| 邵武國（466年—479年）丨食邑400戶 |              |    |        |             |      |
| 以討邓琬之功封                   |              |    |        |             |      |
| 代數                             | 封爵         | 謚 | 姓名   | 在位時間    | 備註 |
| 1                                | 邵武縣開國子 |    | 李安民 | 466年—479年 |      |
| 齊受禪，進封康樂縣開國侯         |              |    |        |             |      |

### 南朝陈邵武國（565年—566年）
| 邵武國（565年—566年）丨食邑1000戶 → 1500戶 → 2000戶 |              |    |        |             |      |
| 由欣樂縣開國侯改封                                  |              |    |        |             |      |
| 代數                                                | 封爵         | 謚 | 姓名   | 在位時間    | 備註 |
| 1                                                   | 邵武縣開國侯 |    | 章昭達 | 565年—566年 |      |
| 進封邵陵郡開國公                                    |              |    |        |             |      |